# Die Abenteuer des Grafen Bobby
Die Abenteuer des Grafen Bobby ist eine österreichische Filmkomödie des Regisseurs Géza von Cziffra. Der von Sascha-Film produzierte Farbfilm in Agfacolor wurde am 1. April 1961 in Wien uraufgeführt.

## Handlung
Graf Bobbys Tante, die Gräfin Ratzeberg, soll für viel Geld Mary, die Tochter des amerikanischen Millionärs Piper, als Anstandsdame auf eine Reise quer durch Europa begleiten. Leider ist die alte Dame schwer krank. Da man das Geld sehr dringend braucht, verkleidet sich ihr Neffe Bobby als die Gräfin Ratzeberg und tritt die Reise an. Graf Bobby verliebt sich in Mary und nimmt nun auch Kontakt als Mann zu ihr auf. Zu Bobbys Leidwesen ist aber auch sein bester Freund, Baron Mucki, in Mary verliebt. Und dieser legt ihm allerhand Steine in den Weg. Irgendwann ist Graf Bobby hoffnungslos damit überfordert, ständig die Kleidung zu wechseln und Mary kommt dahinter. Natürlich kann sie ihm nicht lange böse sein, und das junge Glück ist perfekt.

## Entstehungsgeschichte

### Vorproduktion
Der Constantin-Filmverleih hatte Die Abenteuer des Grafen Bobby bereits für das Kinoprogramm 1958/59 angekündigt. Unter der Regie von Kurt Früh sollte Heinz Rühmann die Hauptrolle übernehmen. Als Drehbuchautor war Hans Jacoby, als Filmkomponist Heinrich Sutermeister vorgesehen. Der Ankündigungstext versprach: „Eine echte Rühmann-Story: Die legendäre Figur des vielbelachten Grafen Bobby wird in der meisterlichen Gestaltung durch unseren beliebtesten Komiker zu augenzwinkernder Wirklichkeit. All die köstlichen Anekdoten, die das Leben dieses ergötzlichen Spaßvogels erfüllen, werden hier zu einem Filmfest prallen Humors. Ein Kassenschlager ersten Ranges.“
Letztlich entschied man sich für die Produktion eines typischen Peter-Alexander-Films. Der dafür bewährte Regisseur Géza von Cziffra verfasste unter seinem Pseudonym Albert Anthony auch das Drehbuch, das von Helmuth M. Backhaus überarbeitet wurde.

### Produktion
Die Dreharbeiten begannen am 18. Januar 1961 in Wien. Die Studioaufnahmen entstanden im Atelier Sievering. Das Szenenbild entwarfen die Filmarchitekten Alexander Sawczynski und Fritz Jüptner-Jonstorff. Für die Kostüme zeichnete Gerdago verantwortlich. Kameramann war Sepp Ketterer, dem Kurt Junek dabei assistierte. Als Tontechniker fungierten Herbert Janeczka und Rolf Schmidt-Gentner. Produktionsleiter war Karl Schwetter.

### Musik
Die originale Filmmusik stammt aus der Feder von Heinz Gietz. Im Film fanden folgende Lieder Verwendung:
- Peter Alexander und Gunther Philipp: Graf-Bobby-Lied (Musik und Text: Hugo Wiener)
- Peter Alexander: Paris ist eine Reise wert (Musik: Schmitz / Haenchen; Text: Kurt Feltz)
- Peter Alexander und Bill Ramsey: Immer zieht es mich zu ihr (Coverversion von Let’s Go, Let’s Go, Let’s Go; Musik: Hank Ballard; Text: Kurt Feltz)
- Peter Alexander: Geh’ nicht fort von mir (Musik: Heinz Gietz; Text: Kurt Feltz)
- Peter Alexander: Kann denn Liebe Sünde sein? (Zarah-Leander-Parodie; Musik: Lothar Brühne; Text: Bruno Balz)
- Bill Ramsey: Pigalle (Die große Mausefalle) (Musik: Heinz Gietz; Text: Hans Bradtke)

Die Schlager Paris ist eine Reise wert, Immer zieht es mich zu ihr, Geh’ nicht fort von mir und Pigalle (Die große Mausefalle) wurden 1961 auf verschiedenen Singles des Labels Polydor vermarktet. Die übrigen Titel erschienen 1997 in den Filmversionen auf CD.

Label der Single Paris ist eine Reise wert, 1961
Label der Single Immer zieht es mich zu ihr, 1961
Label der Single Geh’ nicht fort von mir, 1961
Label der Single Pigalle (Die große Mausefalle), 1961

## Rezeption
Die Abenteuer des Grafen Bobby wurde am 1. April 1961 in Wien uraufgeführt. Im deutschsprachigen Raum zählt der Film zu den großen Publikumserfolgen des Jahres 1961. Bei den damals durchgeführten Umfragen des Fachblattes Filmecho/Filmwoche, bei denen die Kinobesucher aktuelle Filme auf einer Skala von 1 (ausgezeichnet) bis 7 (sehr schlecht) bewerteten, schnitt der Film mit der Note 2,4 ab.

### Kritiken
„Unverwüstliche Witze und, an ‚Charleys Tante‘ erinnernde, Verkleidungssituationen verstand Alexander […] an den Klippen des Klamauks vorbeizusteuern und dem, auch farbenphotographisch angenehmen Streifen […] ziemliche Heiterkeitswirkung zu sichern.“

„Ein junger Mann in Frauenkleidern betätigt sich als Reisebegleiter für eine Amerikanerin. Mit Schlagern angereicherte Komödie, die keine noch so unsinnige Pointe ausläßt.“

### Fortsetzungen
Aufgrund des großen Erfolgs folgte 1962 eine Fortsetzung mit dem Titel Das süße Leben des Grafen Bobby. Da auch dieser Film wieder ein Erfolg wurde, plante der Constantin-Filmverleih für das Frühjahr 1963 eine weitere Fortsetzung mit dem Titel Die tollen Nächte des Grafen Bobby. In dem abermals von Sascha-Film hergestellten Farbfilm waren neben Peter Alexander und Gunther Philipp die Darsteller Vivi Bach, Karin Dor, Ralf Wolter sowie Hubert von Meyerinck vorgesehen. Der Ankündigungstext des Filmverleihs versprach den Kinobesitzern „neuen Jubel im Parkett und wieder volle Kassen, wenn Peter Alexander erneut alle Register des Charmes und der Komik zieht. Ein bewährtes Darsteller-Ensemble steht dem singenden Helden der „tollen Nächte“ zur Seite. Ein sicherer Kassenknüller.“ Das Filmprojekt wurde allerdings nie realisiert. Stattdessen produzierte Sascha-Film für den Gloria-Filmverleih 1966 die Fortsetzung Graf Bobby, der Schrecken des Wilden Westens.